# سلطان محمدی
سلطان محمد میرزا، فرزند یوسف بیگ، نوه اوزون حسن و برادر سلطان الوند هفتمین پادشاه اق‌قویونلو بود.
سلطان محمد در سال ۹۰۲ شیراز را فتح کرد اما در جنگ از برادرش سلطان الوند شکست خورد و به حاکم فیروزکوه پناه برد‌. محمدی با نیروهایی که حاکم فیروز کوه در اختیارش گذاشته بود با برادرش الوند بیگ وارد جنگ شد و اصفهان را فتح کرد و سپس در سال ۹۰۴ تاج‌گذاری کرد.
سلطان محمد در سال ۹۰۵ با سلطان مراد وارد جنگ شد و در نهایت شکست خورد و کشته شد و در امامزاده چهارمنار به خاک سپرده شد.

## منبع
1. ↑  خواندمیر، جلد ۴، ص ۴۴۴ - ۴۴۵
2. ↑  جهانگشای خاقان، ص ۱۶۹.